# اما بگیجانیان
اما خان‌بابایی بگیجانیان (ارمنی: էմմա Խանբաբայի Բեգիջանյան؛ انگلیسی: Emma Begijanyan؛ ۱۷ سپتامبر ۱۹۵۴) استاد دانشگاه، ایران‌شناس، خاورشناس، مترجم اهل ارمنستان-ایران است.

## زندگی‌نامه
وی در ۱۷ سپتامبر ۱۹۵۴ ‏در تهران به دنیا آمد و از ۱۹۷۰ در ارمنستان سکونت دارد. وی از دانشگاه دولتی ایروان (۱۹۷۶) فارغ‌التحصیل گشت. وی از ۲۰۱۳ عضو اتحادیه نویسندگان ارمنستان می‌باشد وی در دانشگاه دولتی ایروان (۱۹۷۷–۱۹۹۱)، مرکز ارمنی برای مطالعات ملی و بین‌المللی (۱۹۹۴–۱۹۹۷)، آزگ و هایاستانی هانراپتوتیون فعالیت کرده است.

## یادداشت
1. ↑  արևելագիտության ֆակուլտետ
2. ↑  համալսարանի դասախոս
3. ↑  իրանագետ
4. ↑  արևելագետ
5. ↑  թարգմանչուհի